# 香田洋二
香田 洋二（こうだ ようじ、1949年（昭和24年）12月 - ）は日本の海上自衛官、第36代自衛艦隊司令官（海将）。徳島県出身。
海上幕僚長の有力候補であったが、いくつかの理由から、自衛艦隊司令官を最後に退官した。

## 略歴
- 1949年（昭和24年）12月：出生
- 1968年（昭和43年）3月：徳島県立脇町高等学校卒業
- 1972年（昭和47年）3月：防衛大学校本科第16期卒業、海上自衛隊入隊
- 1973年（昭和48年）3月：3等海尉
- 1975年（昭和50年）7月：2等海尉
- 1978年（昭和53年）7月：1等海尉
- 1983年（昭和58年）7月：3等海佐
- 1987年（昭和62年）1月：2等海佐
- 1990年（平成02年）3月：護衛艦「さわゆき」艦長
- 1991年（平成03年）1月：1等海佐
- 1992年（平成04年）7月15日：海上幕僚監部防衛部装備体系課艦船体系班長
- 1994年（平成06年）6月24日：海上幕僚監部防衛部防衛課防衛調整官
- 1996年（平成08年）3月25日：海上幕僚監部防衛部防衛課長
- 1997年（平成09年）7月1日：海将補に昇任、護衛艦隊司令部幕僚長
- 1999年（平成11年）12月10日：第3護衛隊群司令に就任
- 2001年（平成13年）1月11日：海上幕僚監部防衛部長に就任
- 2003年（平成15年）1月28日：海将に昇任、第30代 護衛艦隊司令官
- 2004年（平成16年）
  - 3月29日：護衛艦隊司令官として海上訓練指導隊群司令事務取扱となる
  - 8月30日：第36代 統合幕僚会議事務局長に就任
- 2005年（平成17年）7月28日：第36代 佐世保地方総監に就任
- 2007年（平成19年）
  - 3月28日：第36代 自衛艦隊司令官に就任
  - 4～12月：イージス艦機密情報漏洩事件発覚・捜査・送検・起訴など
  - 12月14日：護衛艦「しらね」、戦闘指揮所（CIC）火災事故
- 2008年（平成20年）
  - 2月19日：護衛艦「あたご」、漁船衝突事故
  - 3月21日：海上自衛隊の一連の不祥事による指揮監督義務違反で減給処分を受ける[2]
  - 8月1日：退官
- 2009年（平成21年）より、ハーバード大学アジアセンター (Harvard University Asia Center) 上席研究員（Senior Fellow）に招聘される（2011年まで）。
- 2013年（平成25年）現在、伊藤忠商事顧問[3][4]、ジャパン マリンユナイテッド顧問[5]。
- 2014年（平成26年）国家安全保障局顧問

### 統一教会の系列のメディアやイベントへの出演など
- 2017年7月、アメリカで営業する系列新聞「ワシントン・タイムズ」が主催したワシントンでの日米韓の国会議員会議に際し、武田良太元国家公安委員長、竹本直一、山本朋広元防衛副大臣、鈴木克昌、御法川信英、穴見陽一ら8名の現職国会議員と大野功統元防衛庁長官（元衆議院議員）に加え、日本の統一教会会長の徳野英治、国際勝共連合会長・世界平和連合会長の太田洪量、UPFジャパン新会長の梶栗正義ら教団幹部5人らとともに収まった写真を撮影[6][7]。
- 2019年1月3日、日本で営業する系列新聞「世界日報」のインタビューで、山本朋広自民党国防部会長、浅野和生平成国際大学教授、世界日報編集局長と新春座談会を行い、「台湾有事は日本有事」等と述べ[8]、また、2020年6月1日の同紙インタビューでも、中国による日本の領海侵入などについて語った[9]。
- 2021年2月13日、同じく「世界日報」の世日クラブの講演会で、「インド太平洋構想の意義と安全保障」について講演し、台湾の重要性を強調した[10]。
- 2022年、安倍晋三元首相がビデオメッセージを送り、天宙平和連合（UPF）を称え、韓鶴子総裁を祝福したことが、後の銃撃事件の直接のきっかけとなったとされる[11][7]、UPF主催「神統一韓国のためのTHINK TANK 2022 希望前進大会」の第2回と第4回のフォーラムに出演した[12][13]。

## 著書

### 単著
- 『賛成・反対を言う前の集団的自衛権入門』（幻冬舎新書、2014年）、ISBN 978-4344983663
- 『北朝鮮がアメリカと戦争する日―最大級の国難が日本を襲う』（幻冬舎新書、2017年）、ISBN 978-4344984790
- 『防衛省に告ぐ―元自衛隊現場トップが明かす防衛行政の失態』（中央公論新社「中公新書ラクレ」、2023年）、ISBN 978-4121507853

## 親族
- 長田博（義父、第16代海上幕僚長）